# Ларройо, Франсиско
Франсиско Ларройо при рождении — Франсиско Луна Арройо (исп. Francisco Larroyo; 1912, Херес-де-Гарсия-Салинас, штат Сакатекас, Мексика — 1981, Мехико) — мексиканский философ, педагог, доктор философии, один из основателей мексиканского неокантианства.

## Биография
Окончил Национальную подготовительную школу, затем Нормальную педагогическую школу, где в 1930 году получил специальность учителя. Под влиянием теорий Антонио Касо, увлёкся немецкой философией, особенно Кантом, Бергсоном, Гуссерлем, движением философии тридцатых и сороковых годов XX века.
Благодаря стипендии, предоставленной Антонио Касо в 1931 году, продолжил учёбу в Германии в университетах Берлина и Кёльна. Это позволило ему посещать лекции именитых философов Риккерта, Гуссерля и других и распространять неокантианские идеи Марбургской школы в Мексике. Пробыл в Европе в течение трёх лет, а позже ему были присвоены степени магистра и доктора философии, а также магистра педагогических наук.
Работал деканом философского факультета Мексиканского автономного университета. Участвовал в создании Biblioteca Scriptorum Graecorum et Romanorum Mexicana и в создании Круга друзей критической философии.
Ларройо провёл важную редакционную работу по распространению и систематизации педагогических знаний в Мексике и был активным сторонником реорганизации педагогики. По оценкам специалистов был «одним из тех творцов культуры, которые возглавили в период между 1930 и 1950 годами символическую революцию в философии и педагогике, вкладывали в педагогику как науку и философию стремление преобразовать и сделать Мексику более демократичной и свободной. Ларройо предложил и создал свою педагогическую и просветительскую утопию, активно отстаивал гуманистическое образование как единственно возможный путь формирования целостного человека».
Автор ряда работ по педагогике. Философские идеи Ларройо близки к идеям баденской школы неокантианства. Философию Ларройо понимает как ретроспективный анализ категорий трансцендентального сознания человека, проявляющихся в сферах науки, искусства, религии, политики и др. Социологические взгляды учёного развиваются в духе идей испанского философа Х. Ортеги-и-Гасета: источник кризиса «современной эпохи» Ларройо видит в бурном развитии техники, в нарушении равновесия между взлётом научно-технической мысли и отставанием морально-политического сознания. Грядущую форму исторического существования Запада Ларройо видит в американском образе жизни, апологетом которого он выступает.

## Избранная библиография
- La ciencia de la educación (1949)
- La filosofía americana (1958)
- Sistema e historia de las doctrinas filosóficas (1968)
- Los principios de la ética social, primer libro que ofreció un fundamento neokantiano de la moral.
- La filosofía del los valores (1936).
- El mundo del socialismo (1937).
- El romanticismo filosófico (1941).
- Historia general de la pedagogía (1944).
- Historia de la filosofía en Norteamérica (1946),
- Historia comparada de la educación en México (1947).
- La ciencia de la educación (1949).
- El existencialismo. Sus fuentes y direcciones (1951).
- Historia general de la pedagogía: especial consideración de Iberoamérica (1953).
- La lógica de las ciencias (1956).
- Lecciones de lógica y ética (1957).
- Vida y profesión del pedagogo (1958).
- La filosofía americana. Su razón y sinrazón de ser (1958).
- Tipos históricos de filosofar en América (1959).
- La filosofía de la educación en Latinoamérica (1961).
- La antropología concreta (1963), Psicología integral (1964).
- Historia de las doctrinas filosóficas en Latinoamérica (1968).
- El positivismo lógico. Pro y contra (1968).
- Sistema e historia de las doctrinas filosóficas(1968).
- Introducción a la filosofía de la cultura.
- Lógica y metodología de las ciencias: exposición programada (1972).
- Sistema de la filosofía de la educación (1973).
- Filosofía de las matemáticas (1976).
- La filosofía Iberoamericana (1977).
- Diccionario Porrúa de pedagogía y ciencias de la educación (1982).